# 索敌
索敌（Suo Di，1993年2月18日—）是江苏徐州邳州市人，中国女子羽毛球运动员。

## 簡歷
索敌小學就讀於徐州市內的羽毛球传统项目学校邳州市李口小学。
2009年11月，索敌在馬來西亞亞羅士打舉行的世界青年羽毛球錦標賽，夺得团体冠军和女子单打第三名。
2010年3月，索敌出戰亞洲青年羽毛球錦標賽，贏得混合团体和女子单打冠軍。同年4月，又在墨西哥瓜达拉哈拉舉行的世界青年羽毛球錦標賽，贏得團體冠軍和女單季軍。
2013年7月，索敌代表中國（中国科学技术大学）出戰俄羅斯喀山舉行的世界大學生運動會，參加羽毛球比賽的女子單打及混合團體項目，贏得團體銀牌。同年9月，索敌打進印尼羽毛球黃金大獎賽女單決賽，並以2比0擊敗隊友姚雪，拿得個人首個國際賽事的冠軍。

## 主要比賽成績
只列出曾進入準決賽的國際賽事成績：
| 年份   | 賽事                 | 公開賽級別 | 項目     | 成績   |
| ------ | -------------------- | ---------- | -------- | ------ |
| 2009年 | 世界青年羽毛球錦標賽 | 其他       | 混合團體 | 冠軍   |
| 2009年 | 世界青年羽毛球錦標賽 | 其他       | 女子單打 | 季軍   |
| 2010年 | 亞洲青年羽毛球錦標賽 | 其他       | 混合團體 | 冠軍   |
| 2010年 | 亞洲青年羽毛球錦標賽 | 其他       | 女子單打 | 冠軍   |
| 2010年 | 世界青年羽毛球錦標賽 | 其他       | 混合團體 | 冠軍   |
| 2010年 | 世界青年羽毛球錦標賽 | 其他       | 女子單打 | 季軍   |
| 2013年 | 澳洲羽毛球黃金大獎賽 | 黃金大獎賽 | 女子單打 | 準決賽 |
| 2013年 | 印尼羽毛球黃金大獎賽 | 黃金大獎賽 | 女子單打 | 冠軍   |
| 2013年 | 東亞運動會羽毛球比賽 | 其他       | 女子團體 | 金牌   |

| 2007-2017年 | 首要超級賽 | 超級賽 | 黃金大獎賽 | 大獎賽 | 國際挑戰賽 | 國際系列賽 | 未來系列賽 | 其他 |

| 2018-2026年 | 總決賽 | 超級1000賽 | 超級750賽 | 超級500賽 | 超級300賽 | 超級100賽 | 國際挑戰賽 | 國際系列賽 | 未來系列賽 | 其他 |